# Apeadero de Donas
El Apeadero de Donas es una estación ferroviaria de la Línea de la Beira Baixa, que sirve a la localidad de Donas, en el Distrito de Castelo Branco, en Portugal.

## Características

### Localización y accesos
Esta plataforma tiene acceso por la Calle del Loureiro, junto a la localidad de Donas.

## Historia
Este apeadero se encuentra en el tramo entre las Estaciones de Abrantes y Covilhã de la Línea de la Beira Baixa, que entró en servicio el 6 de septiembre de 1891, por la Compañía Real de los Caminhos de Ferro Portugueses.